# علي الحبشي
علي عبد الله أحمد الحبشي مواليد دولة الكويت ، نائب سابق في مجلس الأمة الكويتي ، في الفصل التشريعي الرابع عام (1971) عن الدائرة الثامنة - حولي - وحصل علي المركز الثالث ب (576) صوت، وفاز بالانتخابات، كما فاز في الفصل التشريعي الخامس عام (1975) عن الدائرة الثامنة - حولي - وحصل علي المركز الرابع ب (696) صوت، وفاز بالانتخابات.

## السيرة البرلمانية
كان من ضمن النواب الذين تقدموا باستجواب وزير المالية والنفط عبد الرحمن العتيقي في 4 مايو 1974 بشأن احتياطي النفط الكويتي والكوادر الكويتية في القطاع النفطي، وهو من ضمن طارحي الثقة بالوزير.